# Władimir Ławrow

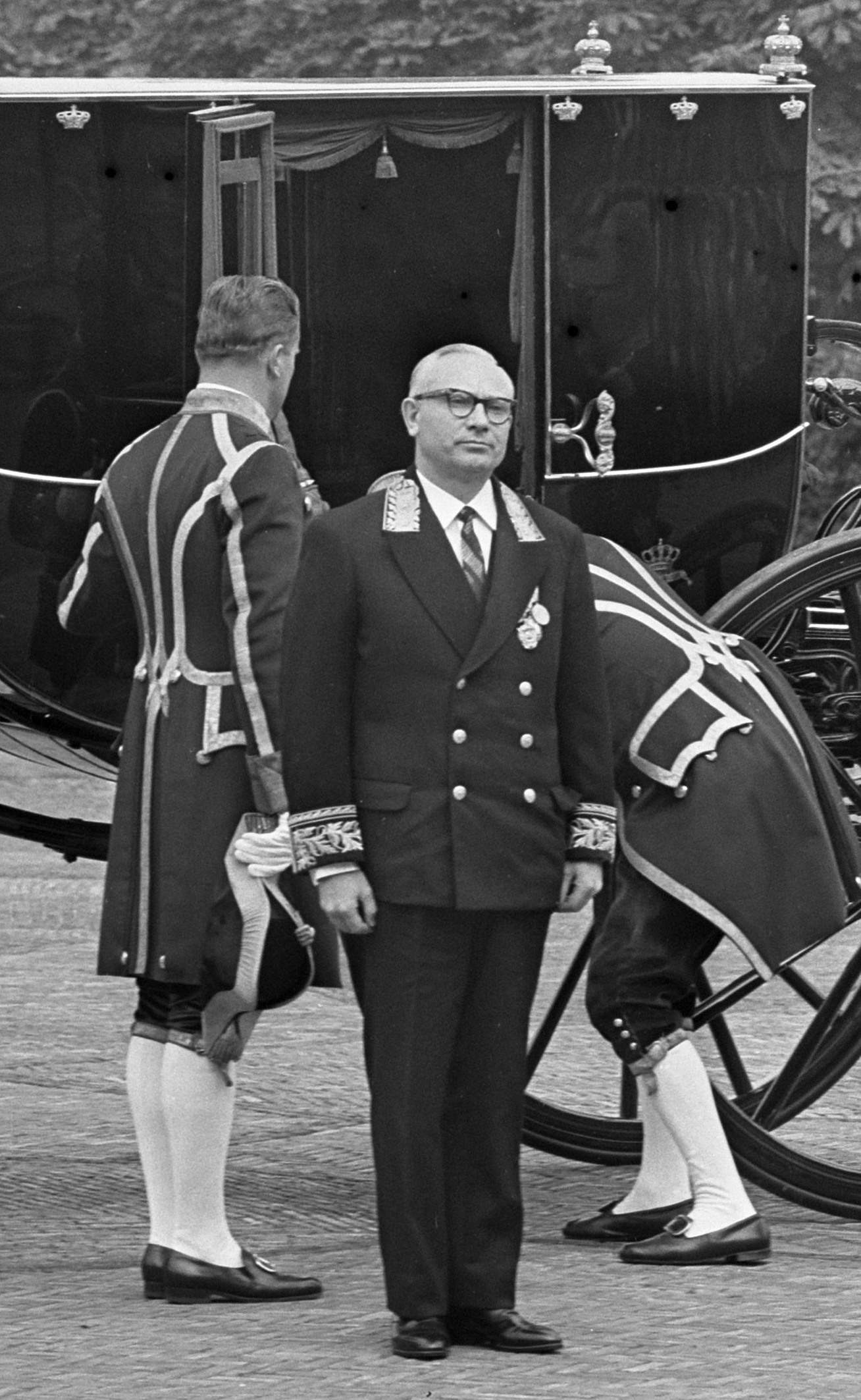
Ambasador Ławrow przyjeżdża dorożką do pałacu Huis ten Bosch (1967)

Władimir Siergiejewicz Ławrow (ros. Влади́мир Серге́евич Лавро́в, ur. 4 października 1919, zm. 7 czerwca 2011) – radziecki dyplomata.

## Życiorys
Członek WKP(b), ukończył Moskiewski Instytut Energetyczny i Wyższą Szkołę Dyplomatyczną Ministerstwa Spraw Zagranicznych ZSRR, kandydat nauk historycznych. Od 1947 pracował w MSZ ZSRR, 1952-1953 I sekretarz Ambasady ZSRR w W. Brytanii, 1953-1956 pomocnik wiceministra spraw zagranicznych ZSRR, 1956-1959 radca Ambasady ZSRR w USA. 1959-1960 Chargé d’affaires ZSRR w Jemenie, 1960-1962 zastępca kierownika, a 1962-1964 kierownik Wydziału II Europejskiego MSZ ZSRR, od 28 stycznia 1964 do 23 maja 1967 ambasador nadzwyczajny i pełnomocny ZSRR w Kenii. Od 21 czerwca 1967 do 20 kwietnia 1973 ambasador nadzwyczajny i pełnomocny ZSRR w Holandii, od kwietnia 1973 do października 1977 szef Departamentu Kadr i członek Kolegium MSZ ZSRR, od 15 października 1977 do 22 listopada 1983 ambasador nadzwyczajny i pełnomocny ZSRR w Szwajcarii, od 22 listopada 1983 do 3 lipca 1987 ambasador nadzwyczajny i pełnomocny ZSRR w Turcji, następnie zwolniony ze służby dyplomatycznej.

## Odznaczenia
- Order Czerwonego Sztandaru Pracy (dwukrotnie)
- Order Przyjaźni Narodów
- Order „Znak Honoru”